# Campionati mondiali di sci nordico 1954
I Campionati mondiali di sci nordico 1954, ventesima edizione della manifestazione, si svolsero dal 13 al 21 febbraio a Falun, in Svezia. Vennero assegnati otto titoli.
Rispetto alle edizioni precedenti vennero introdotte numerose variazioni nel programma dello sci di fondo. La 10 km femminile, che aveva debuttato a Oslo 1952 quale prima gara riservata alle donne sia a livello olimpico, sia iridato, fu affiancata da una staffetta, nella formula 3x5 km. In campo maschile venne soppressa la tradizionale 18 km; furono invece introdotte due nuove distanze, 15 km e 30 km.
Combinata nordica e salto con gli sci rimasero discipline esclusivamente maschili, senza variazioni nei rispettivi programmi. Per quel che concerne la partecipazione, a Falun fece il suo esordio l'Unione Sovietica, che subito s'impose nel medagliere per nazioni.

## Risultati

### Uomini

#### Combinata nordica
| Posizione | Atleta           | Nazione   | Punti |
| --------- | ---------------- | --------- | ----- |
| 1         | Sverre Stenersen | Norvegia  | 461,1 |
| 2         | Gunder Gundersen | Norvegia  | 460,1 |
| 3         | Kjetil Mårdalen  | Norvegia  | 450,5 |
| 4         | Per Gjelten      | Norvegia  | 450,4 |
| 5         | Simon Slåttvik   | Norvegia  | 448,4 |
| 6         | Eeti Nieminen    | Finlandia | 447,5 |

16/17 febbraio

Trampolino: Källviken NH

Fondo: 15 km

#### Salto con gli sci
| Posizione | Atleta             | Nazione   | Punti |
| --------- | ------------------ | --------- | ----- |
| 1         | Matti Pietikäinen  | Finlandia | 232,0 |
| 2         | Veikko Heinonen    | Finlandia | 222,0 |
| 3         | Bror Östman        | Svezia    | 221,5 |
| 4         | Kjell Knarvik      | Norvegia  | 220,5 |
| 5         | Erik Styf          | Svezia    | 218,0 |
| 5         | Torbjørn Falkanger | Norvegia  | 218,0 |

14 febbraio

Trampolino: Källviken NH

#### Sci di fondo

##### 15 km
| Posizione | Atleta           | Nazione          | Tempo |
| --------- | ---------------- | ---------------- | ----- |
| 1         | Veikko Hakulinen | Finlandia        | 55:26 |
| 2         | Arvo Viitanen    | Finlandia        | 55:37 |
| 3         | August Kiuru     | Finlandia        | 56:07 |
| 4         | Fëdor Terent'ev  | Unione Sovietica | 56:16 |
| 5         | Tapio Mäkelä     | Finlandia        | 56:17 |
| 6         | Veikko Räsänen   | Finlandia        | 56:31 |

17 febbraio

##### 30 km
| Posizione | Atleta           | Nazione          | Tempo   |
| --------- | ---------------- | ---------------- | ------- |
| 1         | Vladimir Kuzin   | Unione Sovietica | 1:50:25 |
| 2         | Veikko Hakulinen | Finlandia        | 1:50:51 |
| 3         | Martti Lautala   | Finlandia        | 1:50:52 |
| 4         | Sixten Jernberg  | Svezia           | 1:51:30 |
| 5         | Tauno Sipilä     | Finlandia        | 1:52:08 |
| 6         | Esko Tilli       | Finlandia        | 1:52:15 |

14 febbraio

##### 50 km
| Posizione | Atleta           | Nazione          | Tempo   |
| --------- | ---------------- | ---------------- | ------- |
| 1         | Vladimir Kuzin   | Unione Sovietica | 3:02:58 |
| 2         | Veikko Hakulinen | Finlandia        | 3:03:06 |
| 3         | Arvo Viitanen    | Finlandia        | 3:06:40 |
| 4         | Martin Stokken   | Norvegia         | 3:06:49 |
| 5         | Edvin Landsem    | Norvegia         | 3:06:58 |
| 6         | Fëdor Terent'ev  | Unione Sovietica | 3:07:10 |

21 febbraio

##### Staffetta 4x10 km
| Posizione | Nazione          | Atleti                                                                       | Tempo   |
| --------- | ---------------- | ---------------------------------------------------------------------------- | ------- |
| 1         | Finlandia        | August Kiuru Tapio Mäkelä Arvo Viitanen Veikko Hakulinen                     | 2:16:47 |
| 2         | Unione Sovietica | Nikolaj Koslov Fëdor Terent'ev Aleksej Kuznecov Vladimir Kuzin               | 2:18:57 |
| 3         | Svezia           | Sune Larsson Sixten Jernberg Arthur Olsson Per-Erik Larsson                  | 2:18:59 |
| 4         | Norvegia         | Håkon Brusveen Odd Lykkja Martin Stokken Hallgeir Brenden                    | 2:21:10 |
| 5         | Italia           | Arrigo Delladio Valentino Chiocchetti Federico De Florian Ottavio Compagnoni | 2:23:24 |
| 6         | Francia          | René Mandrillon Gilbert Mercier Jean Mermet Bénoît Carrara                   | 2:24:06 |

20 febbraio

### Donne

#### Sci di fondo

##### 10 km
| Posizione | Atleta                 | Nazione          | Tempo |
| --------- | ---------------------- | ---------------- | ----- |
| 1         | Ljubov' Kozyreva       | Unione Sovietica | 40:14 |
| 2         | Siiri Rantanen         | Finlandia        | 40:30 |
| 3         | Mirja Hietamies        | Finlandia        | 40:46 |
| 4         | Margarita Maslennikova | Unione Sovietica | 40:54 |
| 5         | Alevtina Kolčina       | Unione Sovietica | 41:07 |
| 6         | Sirkka Polkunen        | Finlandia        | 41:30 |

21 febbraio

##### Staffetta 3x5 km
| Posizione | Nazione          | Atlete                                                   | Tempo   |
| --------- | ---------------- | -------------------------------------------------------- | ------- |
| 1         | Unione Sovietica | Ljubov' Kozyreva Margarita Maslennikova Valentina Carëva | 1:05:54 |
| 2         | Finlandia        | Sirkka Polkunen Mirja Hietamies Siiri Rantanen           | 1:06:19 |
| 3         | Svezia           | Anna-Lisa Eriksson Märta Norberg Sonja Edström           | 1:08:32 |
| 4         | Norvegia         | Kjelfrid Brusveen Marit Øiseth Rakel Wahl                | 1:09:06 |
| 5         | Cecoslovacchia   | Olga Krasilová Marie Bartaková Eva Vasilková             | 1:10:28 |
| 6         | Italia           | Fides Romanin Rita Bottero Ildegarda Taffra              | 1:15:14 |

17 febbraio

## Medagliere per nazioni
| Posizione | Nazione          | Oro | Argento | Bronzo | Totale |
| --------- | ---------------- | --- | ------- | ------ | ------ |
| 1         | Unione Sovietica | 4   | 1       | 0      | 5      |
| 2         | Finlandia        | 3   | 6       | 4      | 13     |
| 3         | Norvegia         | 1   | 1       | 1      | 3      |
| 4         | Svezia           | 0   | 0       | 3      | 3      |